# Des fraises et du sang
Pour plus de détails, voir Fiche technique et Distribution.
Des fraises et du sang (The Strawberry Statement) est un film américain réalisé par Stuart Hagmann, sorti en 1970.  Le film est basé sur la chronique de James Simon Kunen (en) qui raconte, de l'intérieur, la révolte étudiante à l'université Columbia en 1968 (en).

## Synopsis
Dans une université américaine, un étudiant surprend son camarade de chambre avec une fille. Celle-ci apprend aux deux camarades qu'elle fait grève et participe à l'occupation du campus. Par curiosité, Simon va prendre quelques clichés autour de l'université. Mais peu à peu, son engagement se fait plus concret.

## Fiche technique
- Titre : Des fraises et du sang
- Titre original : The Strawberry Statement
- Réalisation : Stuart Hagmann
- Scénario : Israel Horovitz d'après le roman de James Simon Kunen (en)
- Production : Robert Chartoff et Irwin Winkler
- Musique : Ian Freebairn-Smith
  - B.O. : Crosby Still & Nash, Neil Young, Buffy Ste Marie
- Photographie : Ralph Woolsey
- Montage : Marjorie Fowler, Roger J. Roth et Fredric Steinkamp
- Décors : Robert R. Benton et Chuck Pierce
- Pays d'origine : États-Unis
- Format : Couleurs - Mono
- Genre : Drame
- Durée : 109 minutes
- Date de sortie : 1970
- Affiche : Raymond Elseviers (Belgique)

## Distribution
- Bruce Davison : Simon
- Kim Darby : Linda
- Bud Cort : Elliot
- Murray MacLeod : George
- Tom Foral :L'entraîneur de l'équipe d'aviron
- Bob Balaban : Elliott, l'étudiant organisateur
- Michael Margotta : Swatch
- Israel Horowitz : Le Docteur Benton
- Jeannie Berlin : Une étudiante
- Carol Bagdasarian : L'étudiante au téléphone
- James Coco : L'épicier
- Paul Willson : Membre de la troupe de théâtre

## Récompenses
- Prix du jury du Festival de Cannes